# Anton Krawczenko
Anton Serhijowycz Krawczenko, ukr. Антон Сергійович Кравченко (ur. 23 marca 1991 w Dniepropietrowsku) – ukraiński piłkarz, grający na pozycji obrońcy.

## Kariera piłkarska

### Kariera klubowa
Wychowanek Szkoły Sportowej Dnipro Dniepropetrowsk, barwy której bronił w juniorskich mistrzostwach Ukrainy (DJuFL). 20 lipca 2007 rozpoczął karierę piłkarską w drużynie rezerw Dnipra Dniepropetrowsk. Potem występował na zasadach wypożyczenia w klubach Naftowyk-Ukrnafta Ochtyrka i Wołyń Łuck. 14 lutego 2013 został piłkarzem Heliosu Charków. 20 lutego 2014 przeszedł do Tytanu Armiańsk. Po rozformowaniu klubu latem 2014 przeniósł się do Stali Dnieprodzierżyńsk. Latem 2017 przeszedł do Olimpiku Donieck. 26 stycznia 2018 przeszedł do tureckiego Karabüksporu. 26 lipca 2018 wrócił do Olimpiku Donieck. 28 grudnia 2018 opuścił Olimpik. 26 stycznia 2019 został piłkarzem Kisvárda FC.

### Kariera reprezentacyjna
Występował w juniorskich reprezentacjach U-17 i U-18.

## Sukcesy i odznaczenia

### Sukcesy klubowe
Stal Dnieprodzierżyńsk
- wicemistrz Ukraińskiej Pierwszej Ligi: 2015